# Schloss Burgsteinfurt

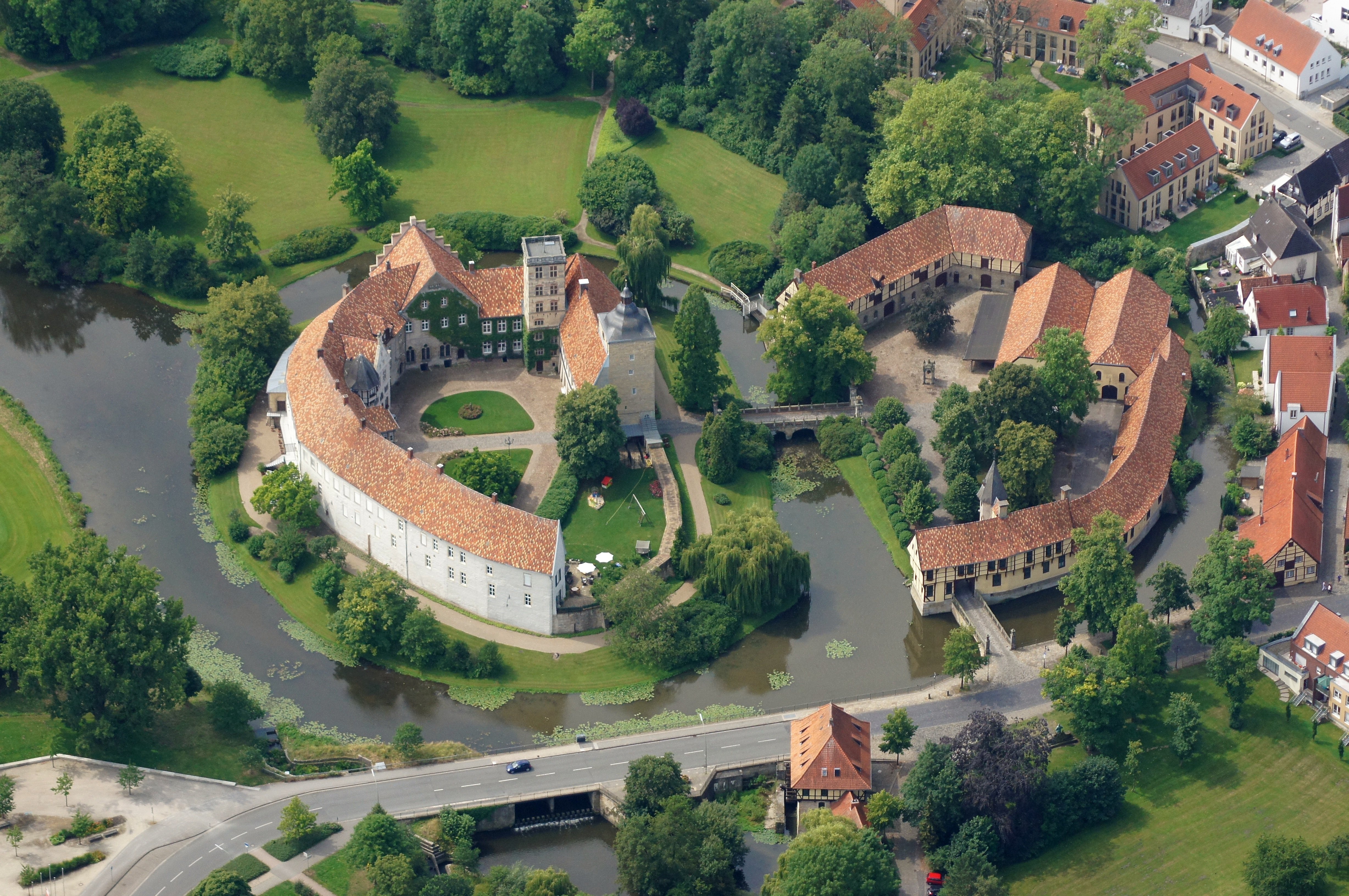
Oberburg, Unterburg und Schlossmühle (vorne)

Das Schloss Burgsteinfurt, auch Schloss Steinfurt genannt, ist ein Wasserschloss am Rande der Altstadt von Burgsteinfurt, einem Stadtteil der münsterländischen Stadt Steinfurt. Es ist die älteste Wasserburganlage Westfalens und steht auf einer nahezu kreisrunden Insel, die von der Steinfurter Aa umflossen wird. Heutzutage bestehend aus drei Gebäudekomplexen, der Oberburg, der Unterburg und der Schlossmühle, wurde die Anlage im Laufe ihrer wechselvollen Geschichte immer wieder umgebaut und erweitert.
Das Schloss ist Stammsitz des Fürstenhauses zu Bentheim-Steinfurt.

## Geschichte

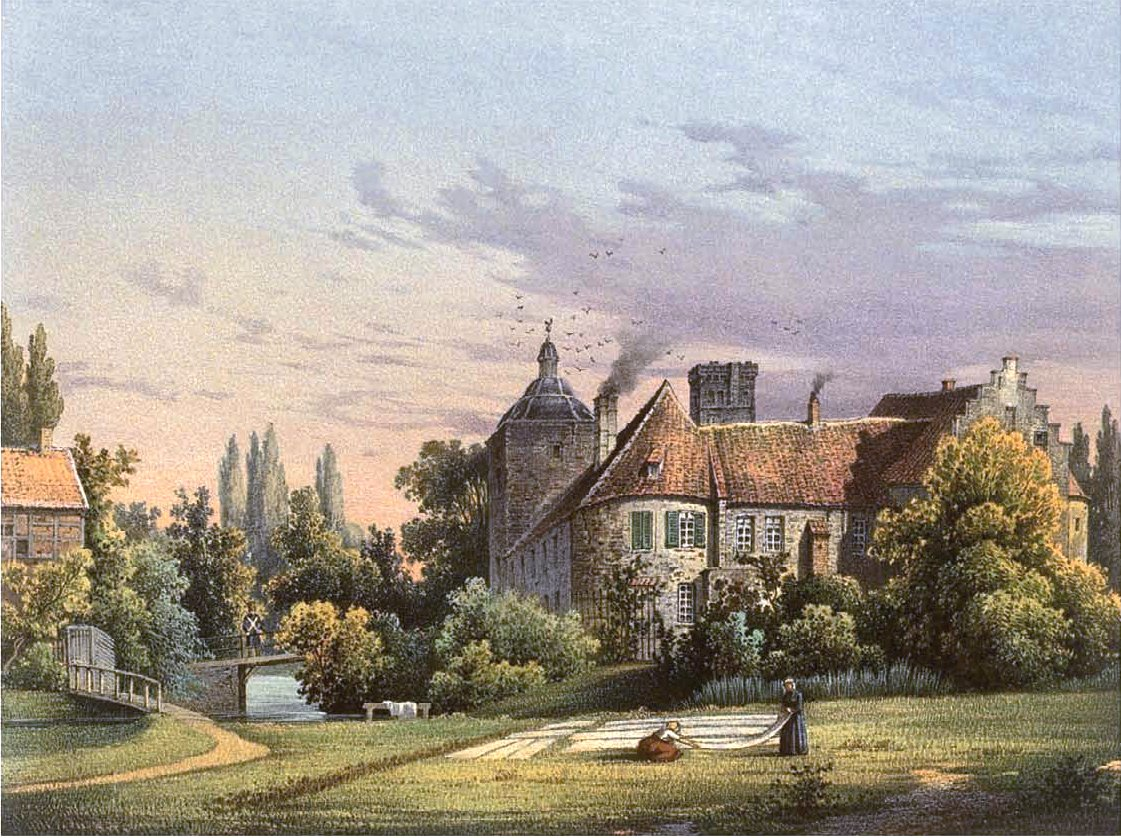
Schloss Burgsteinfurt um 1860, Sammlung Alexander Duncker

Als Erbauer der Anlage gilt Rudolf II. von Stenvorde, Edelherr von Steinfurt. In Urkunden wird sein sächsischer Haupthof erstmals 1129 erwähnt. Zu jener Zeit bestand dieser aus einem quadratischen Wohnturm mit zwei Meter dicken Mauern und stand auf einem Hügel, den man in einer flachen Niederung der Aa aufgeworfen hatte. Den Fluss staute man durch ein Wehr auf und leitete ihn als Gräfte um den Hügel herum. Wenig später errichteten die Herren von Steinfurt dann auf einer weiteren künstlichen Insel einen mächtigen Festungsturm, den Buddenturm. Diese beiden Gebäude bildeten den Kern der heutigen Oberburg.
1164 wurde die damalige Burg in einer Fehde mit den Herren der Burg Ascheberg zerstört. Mit Unterstützung des Kölner Erzbischofs Rainald von Dassel ließen die Besitzer die Burg jedoch wieder aufbauen.
Ende des 12. Jahrhunderts wurde eine Burgkapelle an die bereits teilweise vorhandene Ringmauer angebaut. Sie besteht aus zwei übereinander liegenden, sakralen Räumen im Erd- sowie im Obergeschoss des Gebäudes. Das obere Stockwerk diente als Schlosskirche, während das untere dem Totenkult vorbehalten war.

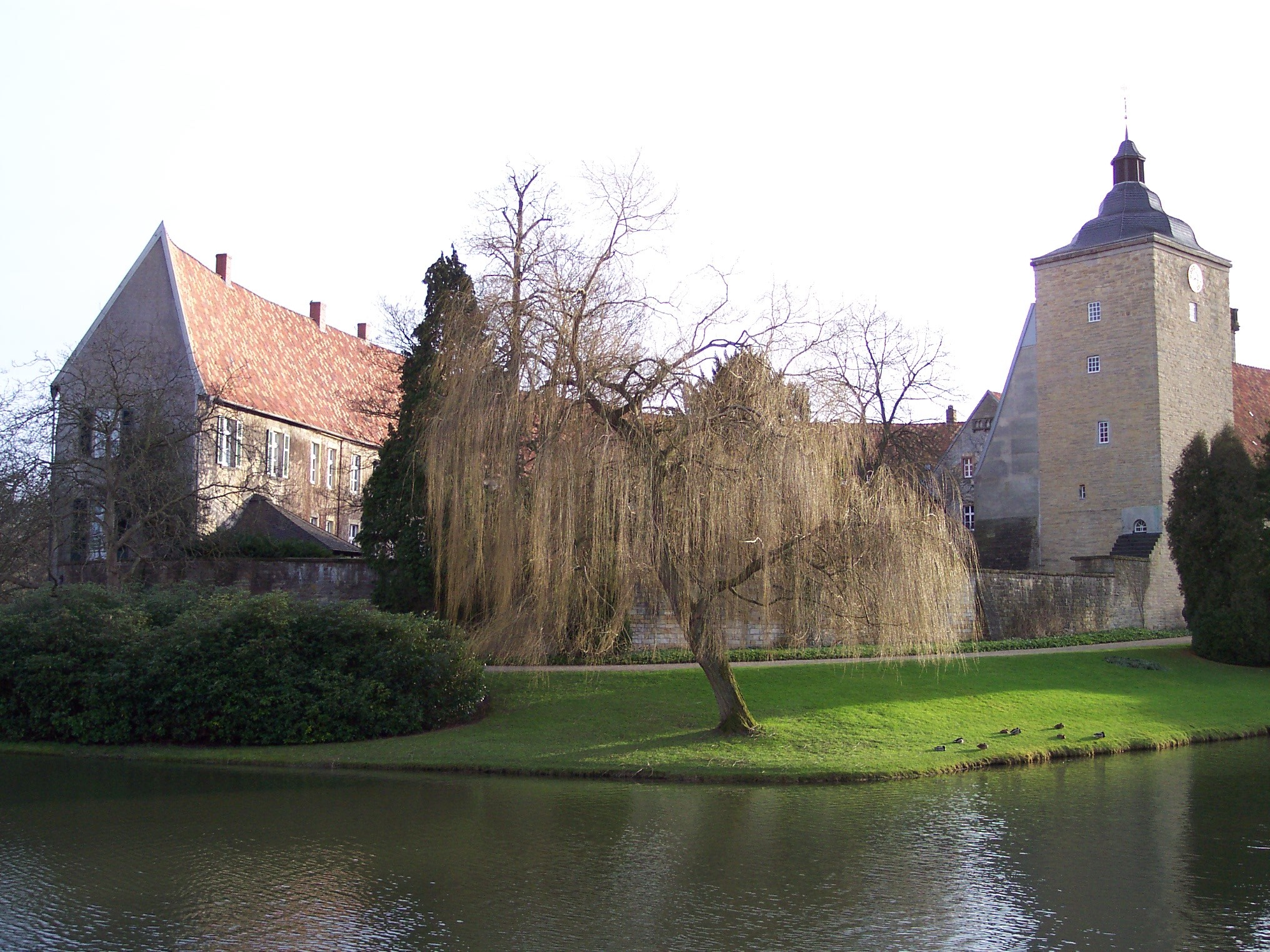
Blick auf die Innenseite der Oberburg

Mitte des 13. Jahrhunderts erfolgte der Umbau des Wohnturms zu einem Rittersaal, wovon seine frühgotischen Spitzbogenfenster und der gotische Treppengiebel künden. Zeitgleich wurden die beiden Einzelinseln zu einer einzigen vereint und mit einer gemeinsamen Wehrmauer umgeben.

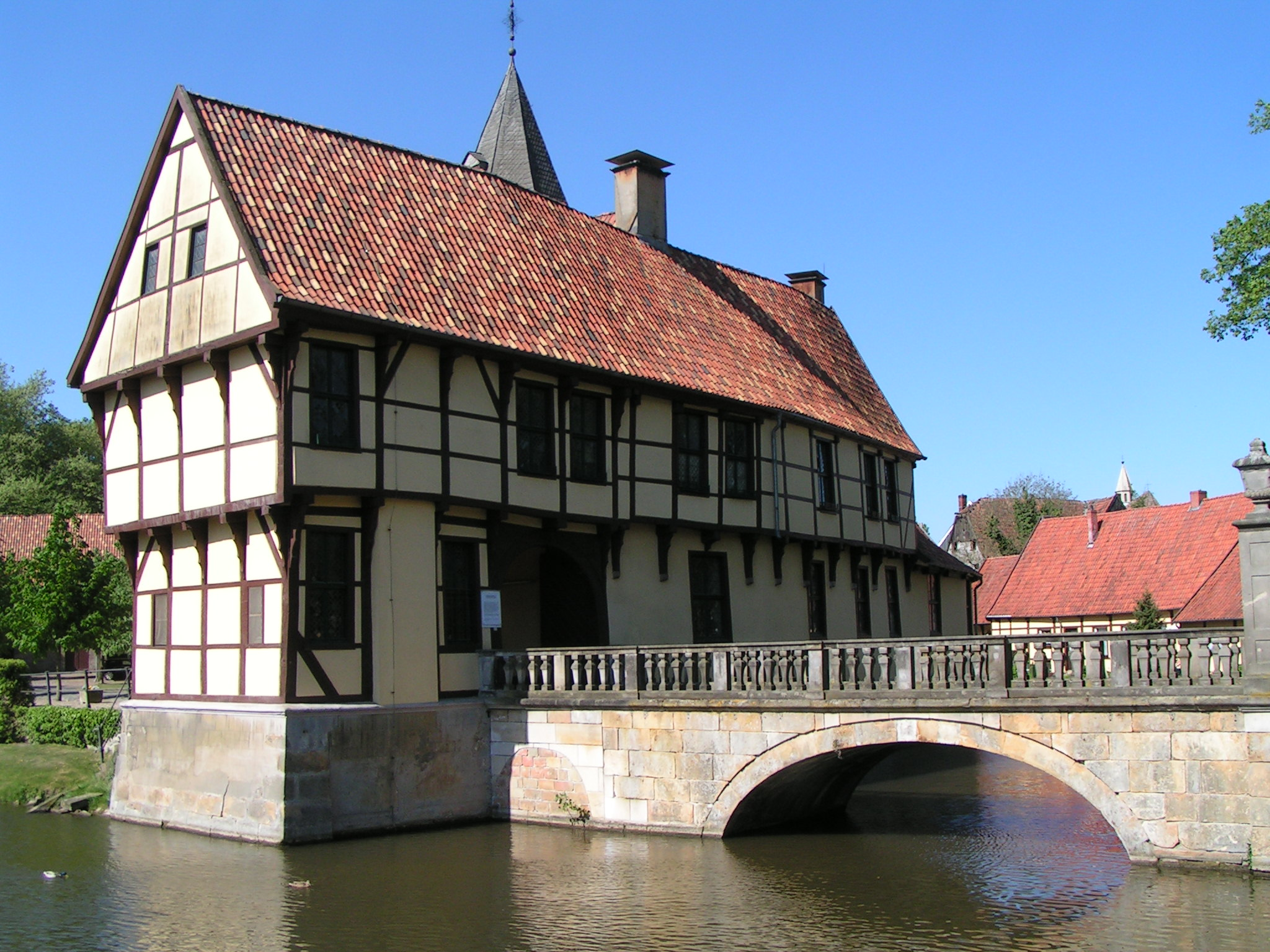
Torhaus des Schlosses

Ebenfalls in das 13. Jahrhundert ist die Entstehung der Vorburg zu datieren. Die so genannte Unterburg bestand nicht nur aus Wirtschaftsgebäuden wie Scheunen, Ställen und Speichern, sondern beheimatete auch zwei Burgmannenhäuser, deren Bewohner für die Sicherheit der gesamten Burganlage zu sorgen hatten.
Als die Familie derer von Steinfurt 1421 im Mannesstamm erlosch, kamen Burg und Herrlichkeit über die Erbtochter an Everwin von Götterwick, der im gleichen Jahr auch die Grafschaft Bentheim erbte. Seine Familie nannte sich daraufhin „Grafen von Bentheim und Steinfurt“. Da diese aber auf einer der zahlreichen anderen Besitzungen wohnte, wurde die Burg in Steinfurt fortan nicht mehr als Wohnsitz genutzt und verfiel allmählich.
Zum Schutze gegen die Begehrlichkeiten des Münsteraner Fürstbistums wurde Steinfurt im April 1495 dem Reich zu Lehen aufgetragen und zur Reichsgrafschaft erhoben. Die damit verbundene Reichsunmittelbarkeit erzürnte den Fürstbischof von Münster, in dessen Machtbereich Steinfurt lag, und führte in der Folgezeit immer wieder zu Auseinandersetzungen mit ihm.
Erst Gräfin Walburg von Brederode wohnte wieder dauerhaft auf der Anlage und ließ sie ab 1558 deshalb gemeinsam mit ihrem Sohn Arnold instand setzen, erweitern und zu einem Schloss umbauen. Einen Erker für das Schloss schuf der Bildhauer Johann Brabender aus Münster (Westfalen).
Während des Dreißigjährigen Krieges wechselte das Schloss mehrfach die Besitzer und wurde dabei stark beschädigt. So wurden 1634 Schloss und Stadt von Truppen des Fürstbischofs von Münster, Ferdinand I. von Bayern, besetzt. Ihnen folgten erst hessische 1647 dann kaiserliche Mannen. Zwar wurden bereits 1661 erste Instandsetzungsarbeiten vorgenommen, doch erst zwischen 1706 und 1715 erfolgte der vollständige Wiederaufbau. Weitere Neubauten folgten zwischen 1723 und 1729 im schlichten Stil des Barocks.
Der mächtige Buddenturm mit seinen fünf Meter dicken Mauern hatte aufgrund der Entwicklung der Waffentechnik gegen Ende des 18. Jahrhunderts seine militärische Bedeutung als Wehrturm verloren, und so wurde er zwischen 1773 und 1779 abgetragen. Seine Steine wurden zur Errichtung nahezu aller Bauwerke des Steinfurter Bagnos verwendet. Auch die Ringmauer wurde zu dieser Zeit niedergelegt.
Von 1877 bis 1898 erfolgte eine Restaurierung der Anlage durch den Münsteraner Architekten Franz Anton Nordhoff. Unter seiner Federführung wurden zahlreiche alte Bauteile durch modernere Elemente ersetzt. So stammt zum Beispiel die steinerne Verbindungsbrücke zwischen Haupt- und Vorburginsel aus dem Jahre 1888 von ihm.
Seit dem 18. Jahrhundert war auf dem Schloss die Fürst zu Bentheimsche Musikaliensammlung Burgsteinfurt untergebracht. Seit 1964 ist die wertvolle Sammlung als Leihgabe in der Universitäts- und Landesbibliothek Münster.

## Heutige Nutzung
Das Schloss befindet sich heute noch im Besitz der Familie der Fürsten zu Bentheim und Steinfurt und wird als Wohnsitz genutzt. Ab 2009 wurde das Schloss nur noch privat genutzt. Eine Innenbesichtigung, wie auch die Besichtigung des Unter- und Oberhofes waren nicht mehr möglich.
Seit 2019 findet nach Anmeldung am ersten Freitag eines Monats um 10:00 Uhr eine Führung über das Schlossgelände statt. Die Führung dauert ca. 1,5 Stunden und ist für geschlossene Gruppen ab 10 Personen möglich.

## Beschreibung
Das Schloss liegt auf zwei von der Aa umflossenen, künstlich aufgeschütteten Inseln, die Vorburg westlich der Hauptburg. Nördlich der Straße befindet sich die Schlossmühle mit den zugehörigen Stauanlagen.
Die Hauptburg ist ein Rundbau mit Teilen aus allen Stilepochen ab dem 12. Jahrhundert. Zu den ältesten Teilen gehören Reste der Ringmauer, der Torturm und die romanische Doppelkapelle. An diese schließt sich das „Neue Steinhaus“ mit dem Rittersaal an. Unter den anderen Gebäuden ist vor allem das westlich der Kapelle gelegene Haus der Gräfin Walburg aus dem Jahre 1559 mit einer prachtvollen, zweigeschossigen Auslucht erwähnenswert. Diese ist mit reichen Ornamenten der Frührenaissance verziert und gilt als ein bedeutendes Werk des Münsteraner Bildhauers Johann Brabender. Auf dem Rheinisch-westfälischen Urkataster von 1834 ist zwischen den Außenwänden der Gebäude und dem Wassergraben eine Ringmauer mit kleinen Bastionen verzeichnet. Die Vorburg besitzt ebenfalls eine Ringmauer. Von ursprünglich zwei Burgmannshöfen ist noch der Rheinische Hof von 1617 erhalten. An der Stelle des anderen stehen zwei Wirtschaftsgebäude.

## Schlosspark (Bagno)
Reichsgraf Karl Paul Ernst von Bentheim-Steinfurt veranlasste ab 1765 die Anlage eines französischen Gartens im Hochwald südöstlich des Residenzschlosses. 1780 übernahm Graf Ludwig von Bentheim-Steinfurt die Regierung und führte die modernen Ideen der englischen Gärten ein.
1787 verzeichnet der erste Grundrissplan des Bagnos, vom französischen Kupferstecher Georges Louis Le Rouge in Paris herausgebracht, 105 verschiedene Bauwerke, Wasserspiele, Brücken, Spielstätten, Statuen, Inseln, Gärten und Wege, die auf dem relativ kleinen Gelände von 125 Hektar verteilt waren.
Das Bagno entwickelte sich zur bedeutendsten Parkanlage Westfalens, weil der Landesherr den Park für jedermann geöffnet hatte. Seit 2006 ist der Bagnopark Mitglied im European Garden Heritage Network.

## Konzerthalle
Der genaue Zeitpunkt des Baubeginns der Konzerthalle ist nicht überliefert, die Fertigstellung war vermutlich im Jahr 1774.
Seit der umfassenden Renovierung, die 1997 abgeschlossen wurde, wird die historische Konzerthalle unter dem Namen Bagno Konzertgalerie Steinfurt wieder für eine Fülle an Konzerten mit teilweise weltbekannten Künstlern genutzt.